# Marsupella
Marsupella là một chi rêu trong họ Gymnomitriaceae.